# Aconitum ouvrardianum
Aconitum ouvrardianum är en ranunkelväxtart som beskrevs av Hand.-mazz.. Aconitum ouvrardianum ingår i släktet stormhattar, och familjen ranunkelväxter.

## Underarter
Arten delas in i följande underarter:
- A. o. acutiusculum
- A. o. pilopes